# Sofia Portanet

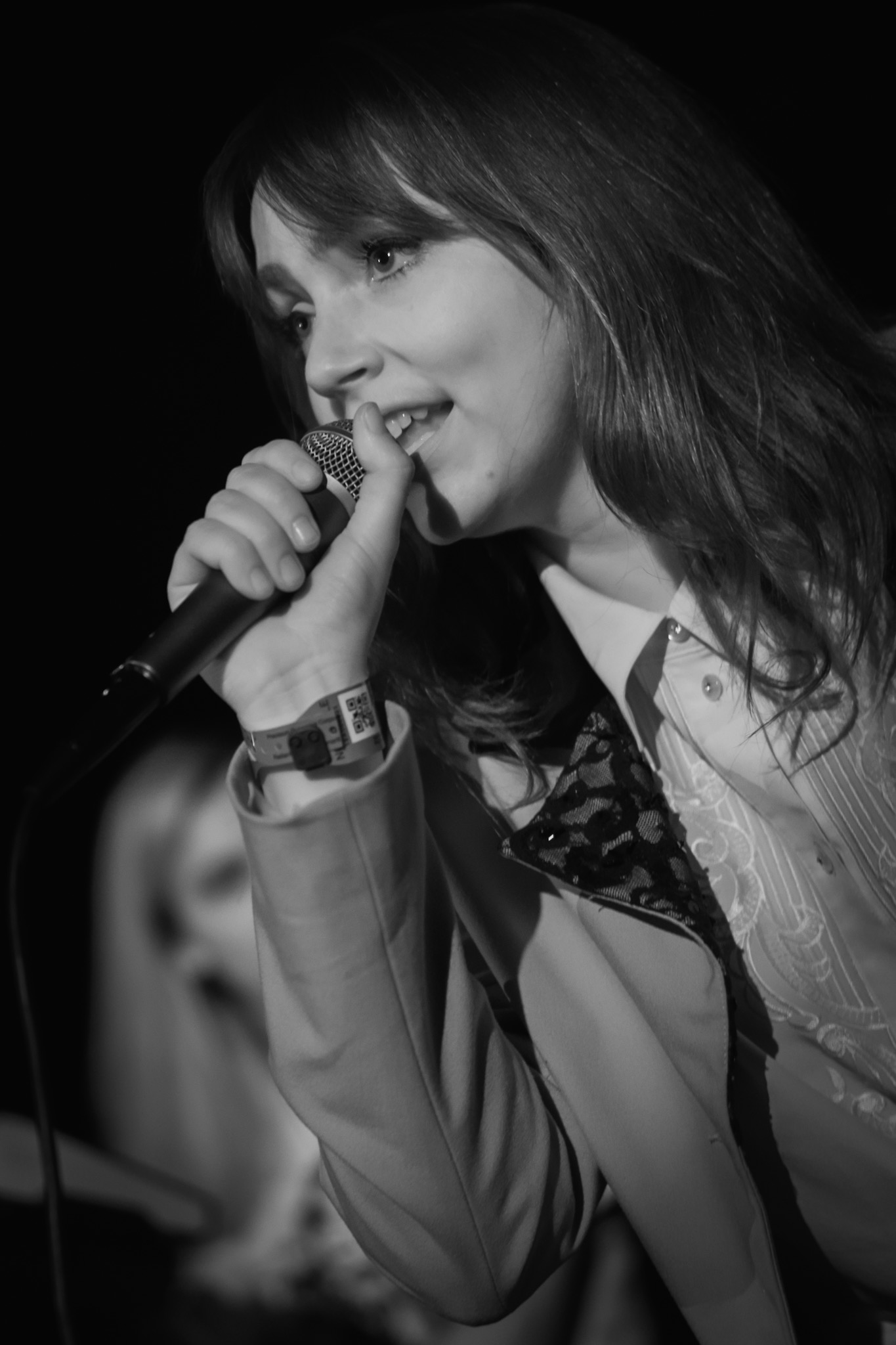
Sofia Portanet beim SXSW 2019

Sofia Portanet (* 9. November 1989 in Kiel), eigentlich Sofia Gaschütz Portanet, ist eine deutsche Sängerin und Songwriterin. Sie singt in deutscher, englischer, französischer und spanischer Sprache. Ihre Popsongs mischen New Wave, Gothic und klassische Lyrik.

## Biografie
Portanet, Tochter einer Deutschen und des spanischen Musikers António Portanet, wuchs in Paris auf. Dort besuchte sie eine deutsche Schule. Im Kinderchor der Pariser Nationaloper machte sie ihre ersten musikalischen Erfahrungen. 2010 zog sie nach Berlin, um eigene Musik zu entwickeln.
Ab 2018 veröffentlichte Sofia Portanet vier Singles und trat bei bekannten Festivals auf, darunter SXSW, Reeperbahn Festival und Eurosonic. Die BBC bezeichnete sie als „Germany’s next international Popstar“, der WDR zeichnete sie als „Newcomer 2019“ aus, und Redbull führte sie in ihrer Liste der „Besten Newcomer 2019“. Zur Besten Newcomerin 2021 zeichnete sie im September des Jahres der Verband unabhängiger Musikunternehmen e.V. (VUT) aus.
Im Juli 2020 erschien Sofia Portanets Debütalbum „Freier Geist“.
Im Duett mit Bandchef Mille Petrozza nahm Portanet den Song Midnight Sun der deutschen Thrash-Metal-Band Kreator auf, der sich auf dem Album Hate über alles von Juni 2022 befindet und von dem Mystery-/Horrorfilm Midsommar inspiriert wurde. Zu dem Song drehte die Thrash-Metal-Band einen inhaltlich an den Song angelehnten Videoclip mit Sängerin Sofia Portanet in der Hauptrolle.
Im April 2024 erschien das zweite Album „Chasing Dreams“, aus dem zuvor bereits mehrere Singles ausgekoppelt wurden.
Portanet ist eine Enkelin des Mathematikers Wolfgang Gaschütz.

## Diskografie

### Alben
- Freier Geist (3. Juli 2020)
- Chasing Dreams (5. April 2024)

### Singles
- Freier Geist (8. Juni 2018)
- Wanderratte (23. November 2018)
- Das Kind (26. Juli 2019)
- Planet Mars (13. September 2019)
- Art Deco (21. Februar 2020)
- I Trust (24. Juni 2020)
- Real Face (24. November 2021)
- Real Face (Piano Version) (feat. Chilly Gonzales) (30. März 2022)
- Unstoppable (3. November 2022)
- My Time (19. April 2023)
- Ballon (25. Oktober 2023)
- Paralysed (12. Januar 2024)
- Entre nos lèvres (6. März 2024)